# Fiesta (canción de Sentidos Opuestos)
Fiesta es una canción escrita e interpretada por el dúo musical mexicano de dance Sentidos Opuestos, incluida originalmente en su cuarto álbum de estudio Viento a favor (1998). Fue lanzada como el segundo sencillo oficial de dicho disco y es otra canción de las más exitosas de la agrupación.

## Otros datos
Esta canción es considerada un clásico en la música pop mexicana de igual forma junto con otros éxitos noventeros de esa época.
En 2023 también la canción formó parte la gira musical 90's Pop Tour junto con otros de sus más grandes éxitos musicales, compartiendo escenario con otras bandas más como OV7, Magneto y otros artistas musicales.

## Video musical
Los integrantes están junto con otros guitarristas en un escenario y Alessandra canta la canción bailando. Fue fimado en México en el año de 1998.